# オーランドの穏健派
オーランドの穏健派（オーランドのおんけんは、スウェーデン語: Moderaterna på Åland）は、オーランド諸島にかつて存在した政党。
2015年に非同盟連合と合流し、オーランド穏健連合となった。